# Crespano del Grappa
Crespano del Grappa is een gemeente in de Italiaanse provincie Treviso (regio Veneto) en telt 4501 inwoners (31-12-2004). De oppervlakte bedraagt 17,9 km², de bevolkingsdichtheid is 251 inwoners per km².

## Demografie
Crespano del Grappa telt ongeveer 1649 huishoudens. Het aantal inwoners steeg in de periode 1991-2001 met 10,9% volgens cijfers uit de tienjaarlijkse volkstellingen van ISTAT.
| Jaar | Inwoneraantal |
| ---- | ------------- |
| 1991 | 3902          |
| 2001 | 4328          |

## Geografie
Crespano del Grappa grenst aan de volgende gemeenten: Borso del Grappa, Cismon del Grappa (VI), Fonte, Paderno del Grappa en San Zenone degli Ezzelini.

## Galerij

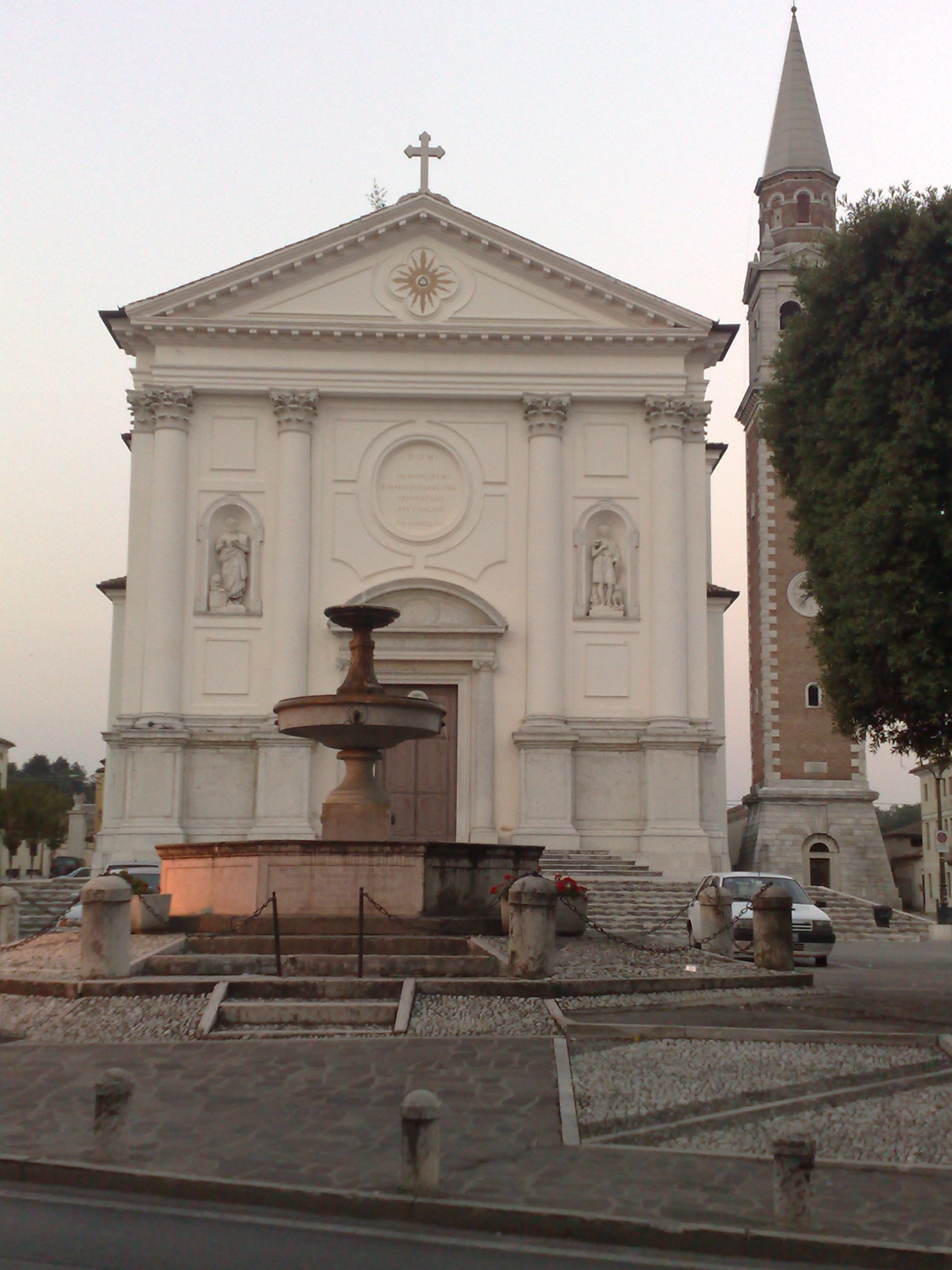
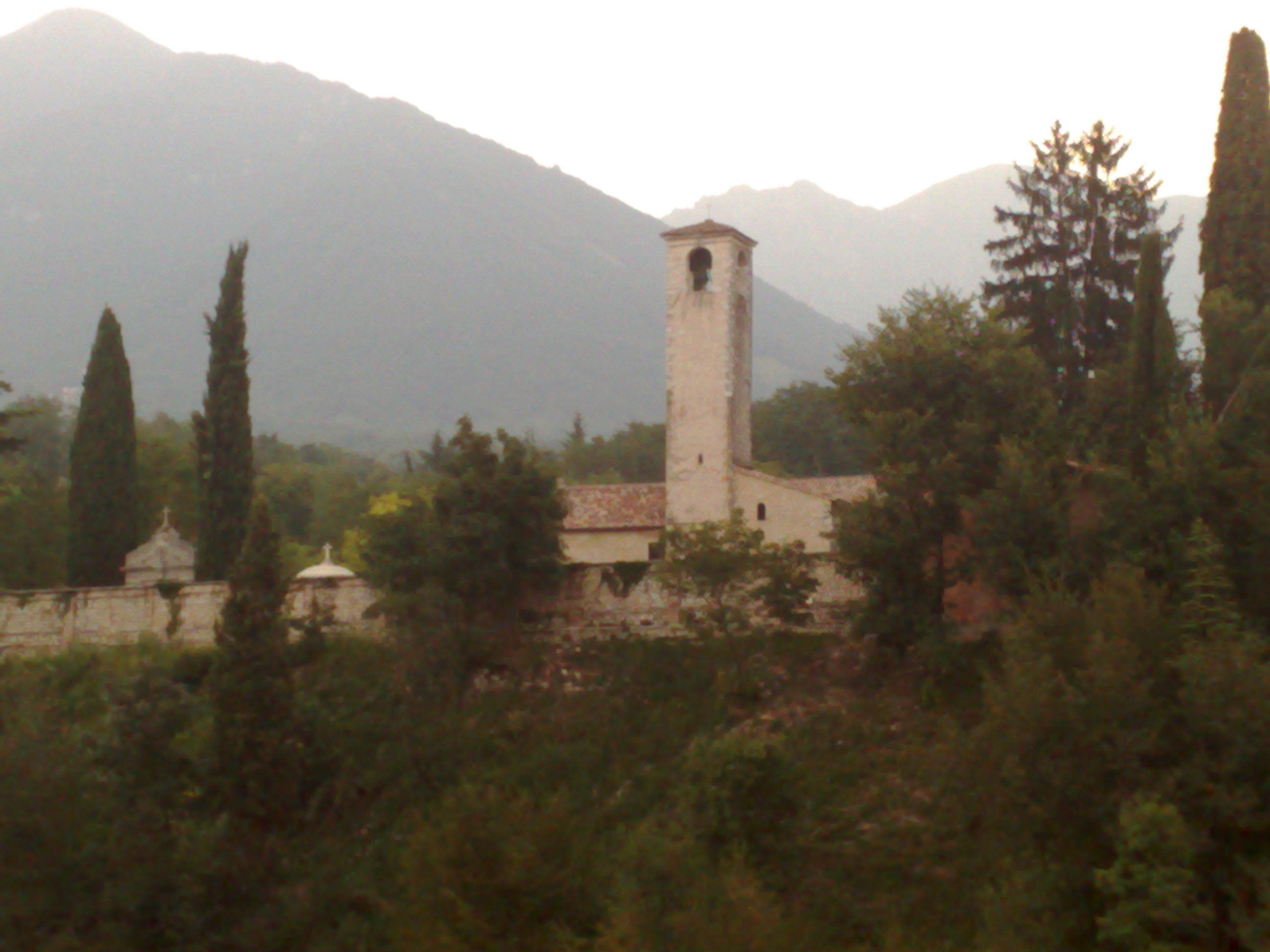
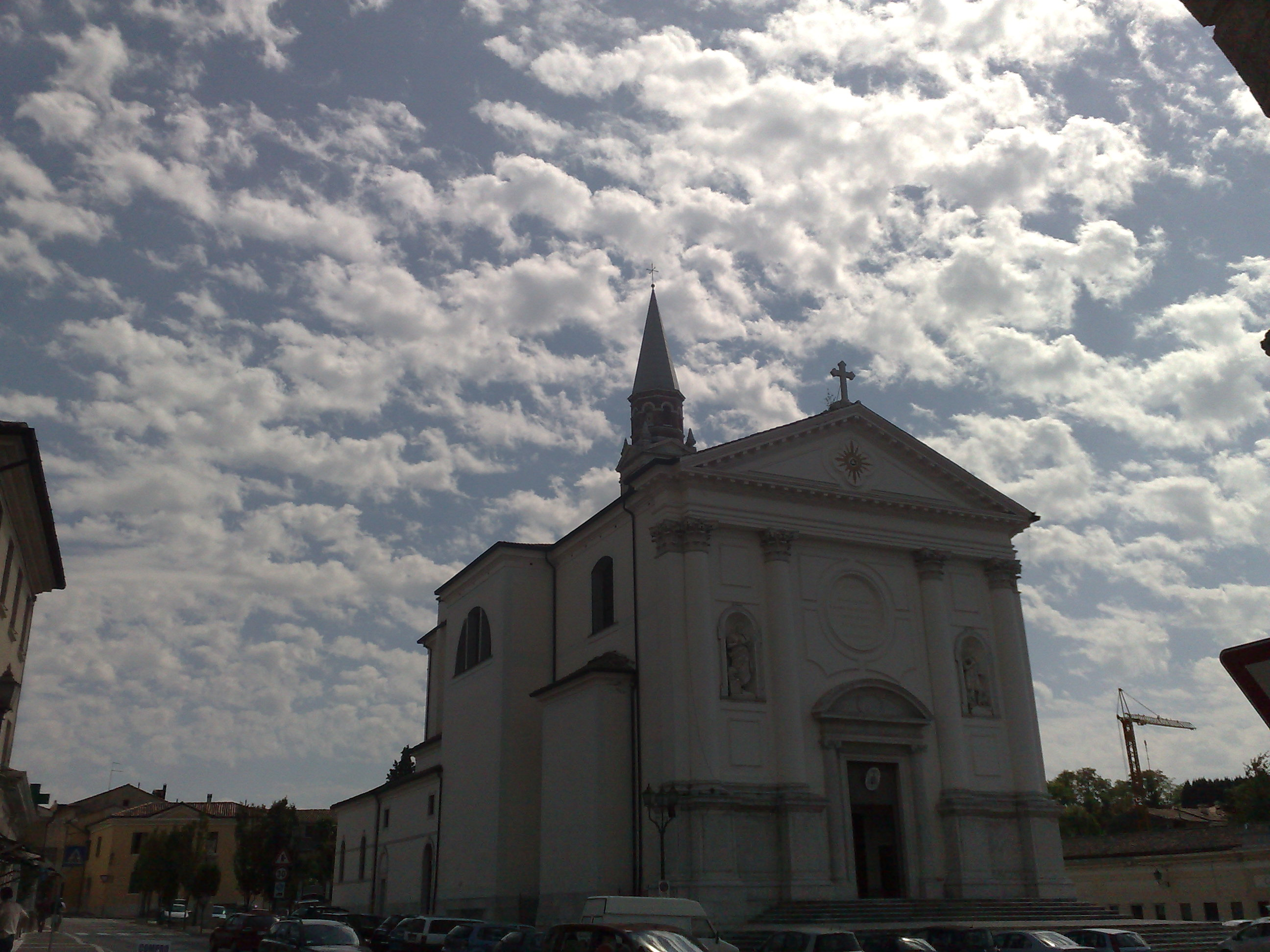
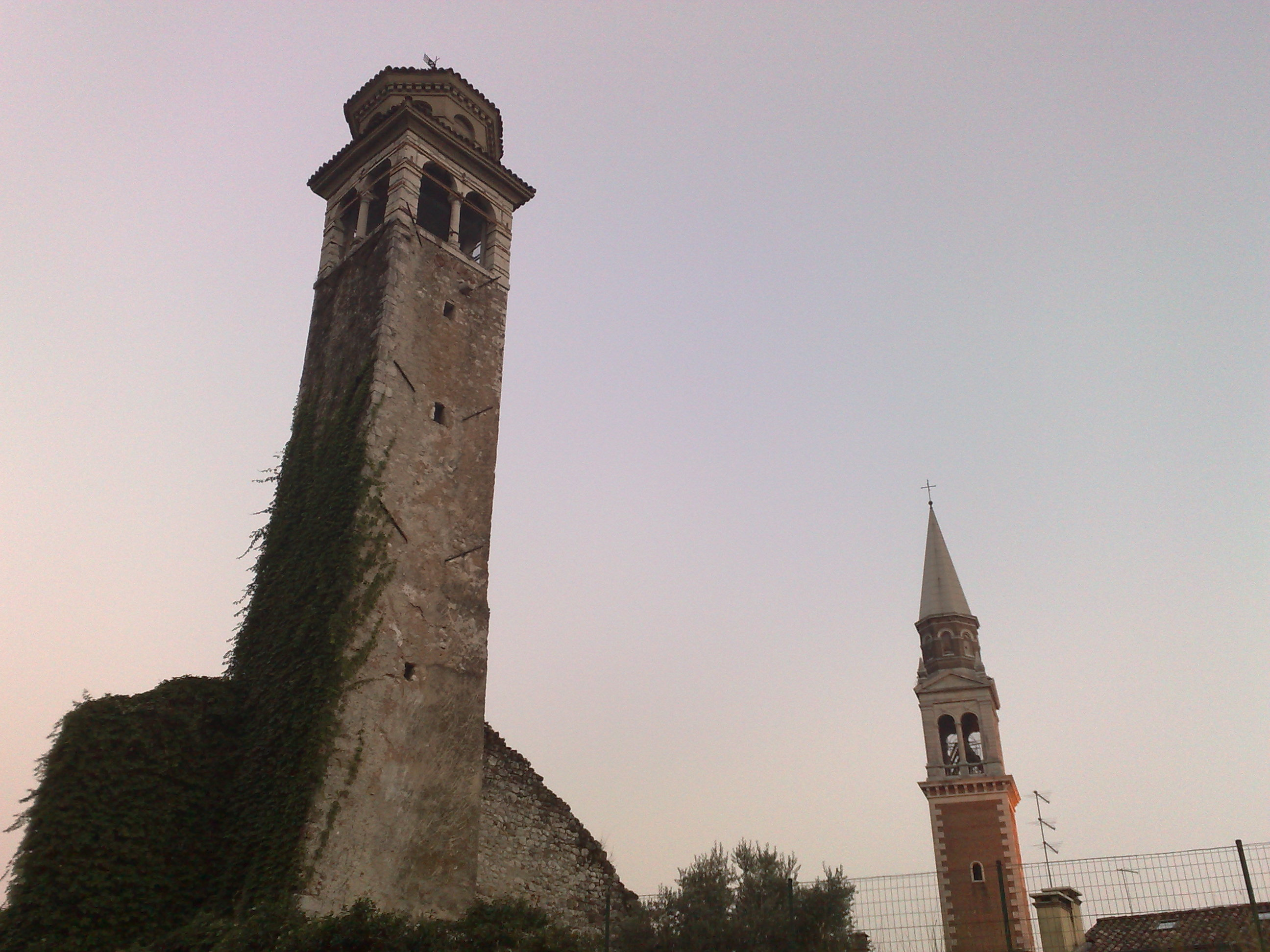